# Ichte
Die Ichte, im Oberlauf Steinaer Bach oder nur Steina, ist ein 22,3 km langer, nordwestlicher und orographisch linker Zufluss der Helme im Süden des Harzes in Niedersachsen und Thüringen. Sie ist länger als die Helme oberhalb ihrer Mündung.

## Lage
Die Quelle des Steinaer Baches liegt im niedersächsischen Landkreis Göttingen im Harz zwischen den Einzugsgebieten der Oder im Westen und der Wieda im Osten, etwa zwei Kilometer südlicher als die Quelle der Wieda. Die Ichte mündet in thüringischen Harzvorland in die Helme, zehn Kilometer westlich von Nordhausen.
Die Namensgrenze zwischen Steinaer Bach und Ichte liegt an der Mündung des Hellegrundbachs. Der ist deutlich schmaler als der Steinaer Bach, nur etwa ein Sechstel so lang (2,1 gegenüber 11,8 km) und hat nur weniger als die Hälfte an Einzugsgebiet (8,0 gegenüber 20,18 km²). Daher ist er nur als seitlicher Zufluss und nicht als gleichwertiges Quellgewässer zu betrachten.

## Verlauf
Der Steinaer Bach entspringt einen Kilometer östlich der Odertalsperre auf knapp 670 m über NHN am Südhang des Jagdkopfes und fließt dann auf etwa 620 m Meereshöhe nur 200 m östlich an der Quelle des Oderzuflusses Große Herzbek vorbei.
Von dort fließt die Steina im bewaldeten Steinatal in südlicher und dann in südwestlicher Richtung. Das Tal führt nordwestlich am 660 Meter hohen Ravensberg vorbei. Etwas später wendet sich der Bach nach Südsüdosten und fließt durch die nur 1,7 ha große Steinatalsperre (ca. 375 m). Keiner der seitlichen Zuflüsse im Harz ist wesentlich über 1000 m lang. Kurz nach dem Dorf Steina erreicht der Bach den Gebirgsrand des Harzes. und wird dort von der „Südharzstrecke“ Northeim–Nordhausen überquert.
Bei der Brücke der B 243 fließt das Gewässer südwärts und verlässt den Naturpark Harz.
Nach 11,8 km Fließweg von der Quelle am Jagdkopf bekommt der Steinaer Bach etwa 1 km südlich des Weilers Nüxei von rechts seinen zweitgrößte Zufluss, den 2,1 km langen Hellegrundbach aus dem Mackenröder Wald beim Hohensteiner Ortsteil Mackenrode. Dessen Mündung liegt im Naturschutzgebiet Steingrabental – Mackenröder Wald. Ab hier heißt das Hauptgewässer, immer noch eher ein Bach als ein Fluss Ichte. Hier wird das Tal begrenzt durch den niedersächsischen Steinberg (274 m) und jenseits der Landesgrenze der thüringische Buchenberg (320,2 m) im Westen und Mackenrode im Südosten.
Am Übergang des Harzes in das südliche Harzvorland (nördlich und südlich Nüxeis) liegt das Fließgewässer die meiste Zeit des Jahres trocken. Grund dafür ist der karstige Untergrund der Region.
In Thüringen, im Sülzensee – Mackenröder Wald, mündet der Abfluss des Sülzensees in die Ichte.
Deren Mündung in die Helme liegt auf 198 m 600 m ostnordöstlich von Pützlingen, einem Ortsteil von Werther. Die Helme fließt parallel zum Südrand des Harzes nach Osten und mündet in die Unstrut.

## Einzugsgebiet und Zuflüsse
Das Einzugsgebiet der Ichte misst insgesamt 40,5 km². Zu ihren Zuflüssen gehört neben dem Hellegrundbach und dem Bach vom Sülzensee als größter der Mühlgraben aus Klettenberg.

## Helmetalbahn
Südlich entlang der Ichte und durch das Tal der Helme verlief früher die von Osterhagen nach Nordhausen führende Helmetalbahn. Die zweigleisig geplante Eisenbahnstrecke wurde 1944/45 durch Häftlinge des Konzentrationslagers Mittelbau-Dora erbaut und eingleisig fertiggestellt, aber mit Ende des Zweiten Weltkriegs im Mai 1945 nicht mehr in Betrieb genommen. Anschließend wurde sie aufgrund ihrer Lage an der Innerdeutschen Grenze bis 1947 vollständig abgebaut.